# 63
| [ Edytuj tabelę ] |                       |
| Cesarz Chin       | - 57 Han Mingdi 75    |
| Władca Korei      | - 53 T’aejodae 146    |
| Król Nabatei      | - 40 Malichus II 70   |
| Papież            | - 33 Piotr Apostoł 67 |
| Król Partów       | - 51 Wologazes I 78   |
| Cesarz Rzymu      | - 54 Neron 68         |

Rok 63 / LXIII
stulecia: I wiek p.n.e. ~
I wiek ~
II wiek

lata: 53 «
58 «
59 «
60 «
61 «
62 «
63
» 64
» 65
» 66
» 67
» 68
» 73

## Wydarzenia
- Azja
  - Korbulon wyparł Partów z Armenii
- Europa
  - nauczyciel Nerona, Seneka Młodszy, wycofał się z życia publicznego
  - nastąpił pierwszy wybuch Wezuwiusza, który zmusił mieszkańców Pompejów i Herkulanum do odbudowy miast

## Urodzili się
- Klaudia Augusta, córka cesarza Nerona i Poppei Sabiny, zmarła w tym samym roku
- Pliniusz Młodszy, rzymski mówca, pisarz i prawnik